# Петрівка (Новоукраїнський район)
Петрі́вка — село в Україні, у Глодоській сільській громаді Новоукраїнського району Кіровоградської області. Населення становить 269 осіб. Орган місцевого самоврядування — Глодоська сільська рада.

## Населення
Згідно з переписом УРСР 1989 року чисельність наявного населення села становила 307 осіб, з яких 146 чоловіків та 161 жінка.
За переписом населення України 2001 року в селі мешкало 265 осіб.

### Мова
Розподіл населення за рідною мовою за даними перепису 2001 року:
| Мова       | Відсоток |
| ---------- | -------- |
| українська | 90,71 %  |
| російська  | 7,81 %   |
| молдовська | 1,12 %   |
| вірменська | 0,37 %   |

## Відомі люди
Артюхова Віра Василівна (1938-2004) - передова ланкова, нагороджена орденом "Знак пошани" (1973), медаллю "Ветеран праці" (1990).
Артюхов Анатолій Миколайович (1955) –  член-кореспондент Академії Прикладних Наук, кандидат технічних наук, Doctor of  Philosophy, доцент кафедри машинобудування, мехатроніки і робототехніки ЦНТУ. Автор понад 100 наукових публікацій, із них 54 патенти на винаходи, 2 навчальних посібники з грифом МОН України, 1 монографія закордонного видання. 14 методичних вказівок.